# Дубо-Осокоровка
Дубо-Осокоровка (укр. Дубо-Осокорівка) — село,
Варваровский сельский совет,
Синельниковский район,
Днепропетровская область,
Украина.
Код КОАТУУ — 1224880506. Население по переписи 2001 года составляло 38 человек.

## Географическое положение
Село Дубо-Осокоровка находится на правом берегу реки Осокоровка,
выше по течению на расстоянии в 1 км расположено село Павловка,
ниже по течению на расстоянии в 2 км расположено село Марьевское.
Рядом проходит автомобильная дорога М-18 (E 105).